# Pla 111
El Pla d'Innovació i Talent de la Disciplina Acadèmica de la Institució d'Educació Superior (高等学校学科创新引智计划), més conegut com a Pla 111 i Projecte 111 (xinès: 111计划), és un projecte de desenvolupament d'educació superior iniciat pel Ministeri d'Educació de la Xina iniciat el 2006. Compta amb el suport de l'Administració Estatal d'Afers d'Experts Exteriors per establir centres d'innovació amb finalitats de transferència de tecnologia. L'any 2005, el Ministeri d'Educació va anunciar la creació de 100 centres d'innovació com a part del pla. El pla tenia com a objectiu reunir uns 1.000 experts estrangers de les 100 millors universitats i instituts de recerca del món.
El Pla 111 es va convertir en una via per a la transferència de tecnologia estrangera tant d'aplicació civil com militar. El pla va establir centres a universitats que donen suport a la investigació i el desenvolupament relacionats amb la defensa, com ara la Universitat de Pequín, la Universitat Tsinghua, la Universitat de Wuhan, la Universitat d'Enginyeria de Harbin, l'Institut Tecnològic de Pequín, la Universitat de Zhejiang, la Universitat Normal del Nordest, la Universitat d'Aeronàutica i Astronàutica de Nanjing i la Universitat de Xidian.